# Natural Blues
«Natural Blues» — песня американского электронного музыканта Моби, выпущенная 6 марта 2000 года как пятый сингл с его пятого студийного альбома Play (1999).
В ней использованы фрагменты песни «Trouble So Hard», исполняемой американскими фолк-певцами Vera Hall и Dock Reed. Сингл оказался успешным и достиг одиннадцатой строчки UK Singles Chart и девятой строчки French Singles Chart.

## Видеоклипы
На песню было сделано два видеоклипа. Режиссёром первого клипа был Дэвид Лашапель, в клипе снялись Кристина Риччи и Файруза Балк. Этот клип был номинирован как «Лучшее международное видео» на премию MuchMusic Video Awards, вручаемую в Торонто.
Второй клип был сделан в анимационном стиле и является своеобразным продолжением видеоклипа «Why Does My Heart Feel So Bad?». Аниматорами и режиссёрами этого клипа стали Сьюзи Уилкинсон, Хотесса Лоренс и Филипе Альсада.

## Список композиций

### UK CD single #1
1. Natural Blues (сингл версия) — 3:03
2. The Whispering Wind — 6:08
3. Sick in the System — 4:17

### UK CD single #2
1. Natural Blues (Perfecto mix) (8:12)
2. Natural Blues (Mike D edit) (4:17)
3. Natural Blues (Peace Division edit) (6:29)

## Хит-парады
| Хит-парад (2000—2001)                         | Лучшая позиция |
| --------------------------------------------- | -------------- |
| Бельгия/Фландрия (Ultratip Bubbling Under)    | 5              |
| Бельгия/Валлония (Ultratop 50)                | 28             |
| Belgium Dance (Ultratop)                      | 10             |
| Канада (RPM Dance/Urban)                      | 27             |
| Финляндия (Suomen virallinen lista)           | 13             |
| Франция (SNEP)                                | 9              |
| Германия (GfK)                                | 46             |
| Iceland (Íslenski Listinn Topp 40)            | 1              |
| Ирландия (IRMA)                               | 18             |
| Ireland Dance (IRMA)                          | 2              |
| Нидерланды (Dutch Top 40)                     | 32             |
| Нидерланды (Single Top 100)                   | 66             |
| Шотландия (OCC Scotland)                      | 7              |
| Швейцария (Schweizer Hitparade)               | 28             |
| Великобритания (OCC UK Singles)               | 11             |
| Великобритания (OCC UK Dance)                 | 7              |
| Великобритания (OCC UK Indie)                 | 3              |
| US Alternative Songs (Billboard)              | 24             |
| US Dance Club Songs (Billboard)               | 11             |
| US Dance/Electronic Singles Sales (Billboard) | 6              |

| Хит-парад (2010)    | Лучшая позиция |
| ------------------- | -------------- |
| Дания (Tracklisten) | 21             |

| Хит-парад (2018)                           | Лучшая позиция |
| ------------------------------------------ | -------------- |
| Бельгия/Фландрия (Ultratop Dance)          | 43             |
| Бельгия/Валлония (Ultratip Bubbling Under) | 38             |
| Бельгия/Валлония (Ultratop Dance)          | 28             |

## Сертификации
| Регион                                                                      | Сертификация | Продажи |
| --------------------------------------------------------------------------- | ------------ | ------- |
| Великобритания (BPI)                                                        | Серебряный   | 200 000 |
| Данные о продажах + прослушиваниях приведены только на основе сертификации. |              |         |